# Zaniklá sídla v severní Sýrii
Zaniklá sídla v guvernorátech Aleppo a Idlíb na severozápadě Sýrie, v prostoru mezi Idlibem a Aleppem, poněkud nepřesně označovaná také jako Mrtvá města (arabsky المدن الميتة, Al-Mudun al-Majjita, anglicky Dead Cities) nebo Zapomenutá města (arabsky المدن المنسية, Al-Mudun al-Mansijja, anglicky Forgotten Cities), představují souhrn významných kulturních památek z pozdně antického a raně byzantského období, tj. z období od 1. do 7. století n. l. Památkově chráněný soubor staveb zahrnuje na 700 až 800 vesnic a osad, přináležejících do zhruba čtyř desítek zaniklých obcí. Tato zaniklá sídla byla pod souhrnným názvem Starobylá sídla v severní Sýrii (arabsky القرى القديمة في شمال سوريا‎, anglicky Ancient Villages of Northern Syria) zapsána v roce 2011 na seznam Světového dědictví UNESCO. Kvůli škodám, napáchaným na území Sýrie v důsledku občanské války, byly všechny syrské památky, zapsané na seznamu Světového dědictví, včetně pozůstatků zaniklých severosyrských obcí, v roce 2013 zařazeny na seznam Světového dědictví v ohrožení.

## Geografie
Pozůstatky zaniklých sídel z doby na počátku našeho letopočtu se nacházejí ve vápencové, místy krasové oblasti, která je součástí Aleppské náhorní plošiny. 

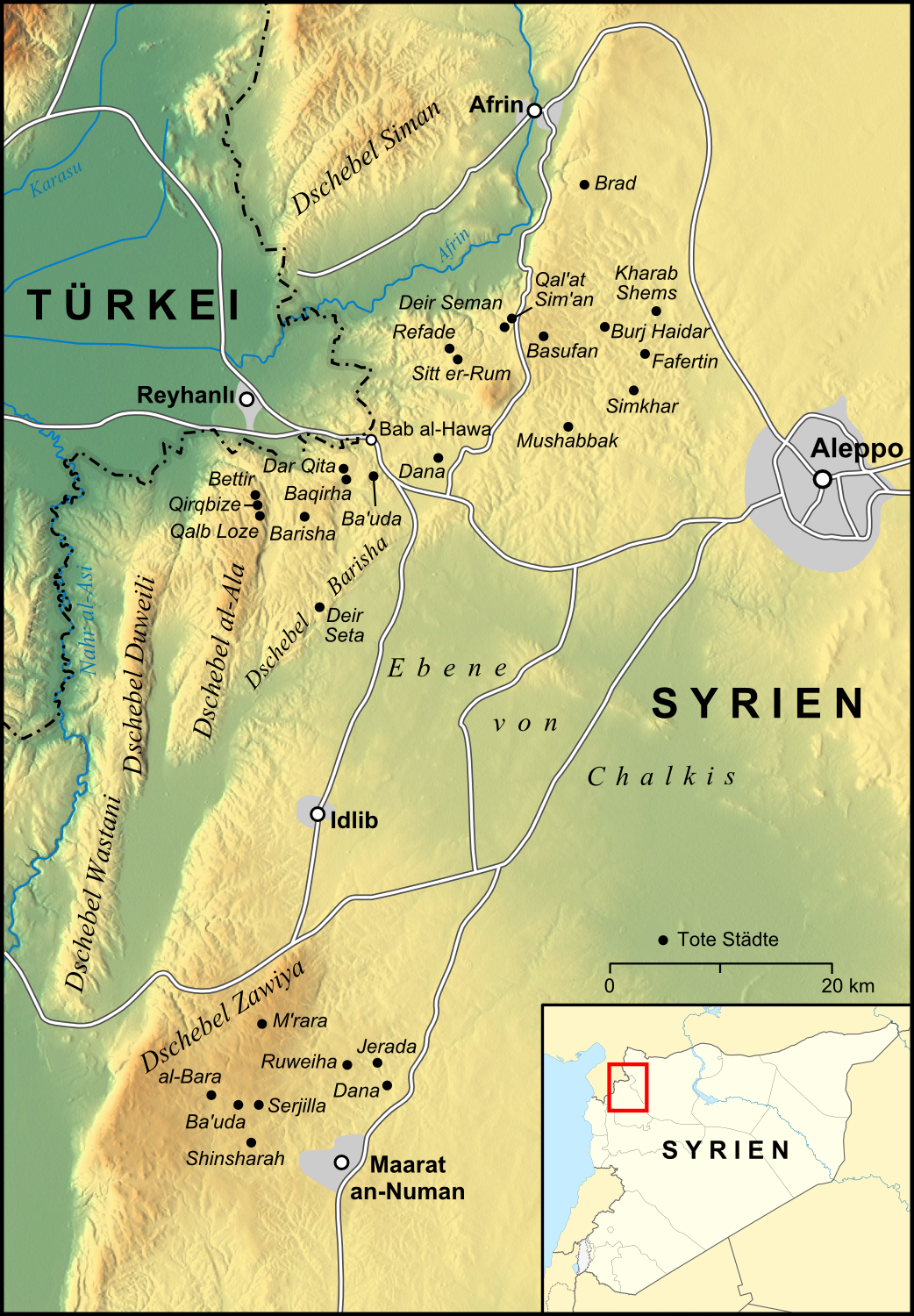
Mapka severozápadní Sýrie se zaniklými sídly

Tato vápencová oblast v severojižním směru je přibližně 140 km dlouhá, napříč měří 40 km a zaujímá rozlohu kolem 5 500 km². Průměrná nadmořská výška pahorkatiny je 400 až 500 metrů, vrcholy kopců přesahují 800 metrů. 
Celou tuto oblast lze rozdělit na severní, střední a jižní část. Severní část náleží do oblasti hory Simeon neboli Džebel Siman (arabsky جبل سمعان‎, Jebel Semʻān, kurdsky Çiyayê Lêlûn, 876 m n. m.) a Džebel Halaqa. Střední část poblíž syrsko-turecké hranice je od severu k jihu rozčleněna tokem řeky Ásí (v antických dobách byla známá jako Orontes) a horskými hřebeny Džebel Dueili (Duwayli), Džebel Wastani, Džebel Bariša neboli Džebel Ḥārim a Džebel il-Ala, kde se nachází 819 metrů vysoký nejvyšší vrchol této oblasti Teltita. Nejjižnější část zaniklých sídlech se nachází v horské oblasti Džebel Zawiye (též zvané Džebel Riha). Nejvyšším vrcholem je zde 937 metrů vysoká hora Aiyub (podobně jako je jméno Džebel Siman odvozeno od jména světce Šimona Stylity, Aiyub je arabská podoba biblického jména Jób).
Krasová plošina je řídce obydlená, poměrně chudá půda je využívána k pěstování olivovníků, pšenice, ječmene a vinné révy. V níže položených údolích se vyskytuje úrodnější, červeně zbarvená vápencová půda, zvaná podle italského pojmenování terra rossa. Ačkoli se zde v zimních měsících vyskytují dosti bohaté srážky, v oblasti kromě Ásí nejsou žádné řeky či potoky. V místních vesnicích jsou pouze cisterny a studny, ze kterých obyvatelé čerpají podzemní vodu jak pro svou potřebu, tak i pro zavlažování.

## Historie
Pozůstatky zaniklých sídel jsou unikátním dokladem života lidí v období přechodu od pohanství ke křesťanství. V oblasti severozápadní Sýrie lze spatřit ruiny sedmi set až osmi set venkovských sídel (jako maximální počet se uvádí až 820), které jsou dokonale zachovanou ukázkou života, kultury a zemědělského hospodaření v prvních stoletích našeho letopočtu. Celá oblast, rozkládající se mezi městy Antiochií nad Orontem (turecká Antakya), Apameou nad Orontem na západě a na jihu, Kirem (též Hagioupolis, nyní arabsky Nebi Huri) na severu a Aleppem na východě se ve starověku nazývala Belus. Nejstarší dochovaný nápis je datován na přelomu let 73/74 n. l. a byl nalezen v bývalé obci Refade na náhorní plošině Qatura poblíž Daru Taizzah. Celkem bylo na území zaniklých vesnic objeveno 35 nápisů z 1. až 3. století n. l. Nápisy jsou v řečtině, výjimečně ve staré syrštině. První křesťanský nápis pochází z let 326–327 n. l.

Pozice provládních vojsk a opozičních sil na severozápadě Sýrie v roce 2019

Ve vesnicích, které byly obývány v době od 1. do 7. století n. l., se nacházejí pozůstatky pohanských chrámů i křesťanských kostelů a kaplí, obytných domů a lázní, dále hrobky, zemědělské hospodářské budovy, včetně lisů na olivový olej, řemeslnické dílny a ochranné zdi usedlostí. Sídla měla ryze vesnický charakter, výjimkou byly jen tři obce, které by bylo možno označit jako města. Největší z nich byla Bara, antická Kapropera, nyní městečko al-Bara. Další bylo raně byzantské poutní místo Deir Seman (ve starověku Telanissos) se třemi kláštery. Třetím z měst byl Brad (Kaprobrada) v Džebel Siman. Odhaduje se, že v době kolem přelomu 5. a 6. století n. l. ve všech těchto vesnicích a osadách mohlo žít celkem na 300 000 obyvatel.
V roce 573 místní kultura přežila vpád vojsk Novoperské říše za vlády sásánovce Husrava I. V průběhu 7. století byly někdejší východořímské provincie okupovány Peršany a Araby. Ani tehdy nebyly vesnice pobořeny, jejich křesťanští obyvatelé je však v průběhu 8. století postupně opustili, jen několik sídel zůstalo obydleno až do 10. století. Opuštěná sídla zůstala po celá staletí ušetřena jakýchkoli zásahů a přestaveb. Z pohledu Západu byly objeveny až v 19. století a vzbudily značné překvapení a údiv, například americký teolog Thomas Joseph Shanan je v roce 1903 ve své knize o raném křesťanství nazval „křesťanskými Pompejemi“. První průzkum zaniklých vesnic proběhl již v 60. letech 19. století, další badatelé, zejména francouzští, navštěvovali tuto oblast ve 20. století. Výzkumy zde prováděla i německá archeoložka Christine Strubeová, která „Mrtvým městům“ věnovala samostatnou publikaci, vydanou v roce 1996.
Celá oblast někdejšího starověkého Belusu s pozůstatky stovek vesnic, přináležejících do čtyř desítek historických obcí a rozdělených do osmi archeoparků, byla v červnu 2011 zapsána na seznam Světového dědictví UNESCO. Již o tři měsíce dříve však v Sýrii začaly v rámci tzv. arabského jara ozbrojené konflikty, které později přerostly v občanskou válku. Řada vojenských operací probíhala, a to až do roku 2020, také na severozápadě Sýrie v guvernorátech Idlib a Aleppo. Během těchto střetů byly poškozeny mnohé památky jak v Aleppu a v dalších místech, tak i v oblasti zaniklých vesnic. UNESCO se proto již v roce 2013 rozhodlo označit všechny syrské památky Světového dědictví jako ohrožené. V průběhu válečného konfliktu, do něhož byly kromě syrských vojáků (ať už na straně provládních sil či povstalců) zapojeny i zahraniční vojenské síly či jednotliví ozbrojenci, docházelo nejen k devastaci nemovitých památek, ale i k rabování muzejních sbírek či archeologických lokalit.
Již v roce 2016 bylo ve zprávě UNESCO konstatováno, že v důsledku ostřelování a bombardování byly v guvernorátu Aleppo poškozeny památky ve dvou ze tří místních archeoparků a ve dvou z pěti archeoparků v guvernorátu Idlib. Stavby jsou poškozovány nejen přímými zásahy, ale i tím, že jsou těženy a rozebírány kameny z historických objektů a následně používány jako stavební materiál při budování a opravách novodobých staveb. V důsledku bombardování byl na jaře roku 2016 vážně poškozen křesťanský poutní kostel svatého Simeona (Qalʿat Simʿan), postavený v roce 490 na stejnojmenné hoře. Bombardováním byl poničen nejen samotný chrám s klášterem, ale i pozůstatky památného sloupu, na němž světec Simeon Stylita starší strávil 36 let svého života. V průběhu válečného konfliktu docházelo také k vysídlování a přesídlování místního syrského obyvatelstva. Někteří uprchlíci, postižení přetrvávajícími válečnými střety v letech 2019 a 2020 na území guvernorátu Idlib, vyhledali se svými rodinami útočiště v zaniklých starověkých sídlech, například v ruinách chrámu ve starobylé vesnici Baqirha (Bāķirḥā), ležící na stejnojmenném kopci v oblasti Džebelu Bariša asi 2,5 km jižně od syrsko-turecké hranice, a v těchto provizorních podmínkách se navzdory protestům ochránců památek rozhodli setrvat.

## Vybrané obce a chrámy podle oblastí
Severní oblast (Džebel Simeon, Džebel Halaqa)
Basufan, Brad (Kaprobarada), Burdž Haidar (Kaprokera), Deir Seman (Telanissos), Deir Turmanin, Fafertin, Kalota, Charab Šams, Mušabbak (Mushabbak), Kafr Nabu, Qalʿat Simʿan, Refade, Sitt er-Rum, Simcha.
Centrální vápencová oblast
Ba'uda, Babisqa, Baqirha, Bariša (Barisha), Berriš, Bettir, Dana, Dar Qita, Dehes, Deir Seta, Qalb Loze, Qirqbize.
Jižní oblast (Džebel Zawiye)

Bara (Al-Bara, Kapropera), Ba'uda, Btirsa, Dana, Džerada, M’rara (Meghara), Ruweiha, Serdžila (Serjilla), Šinšara (Shinsharah, Khirbet Hass).

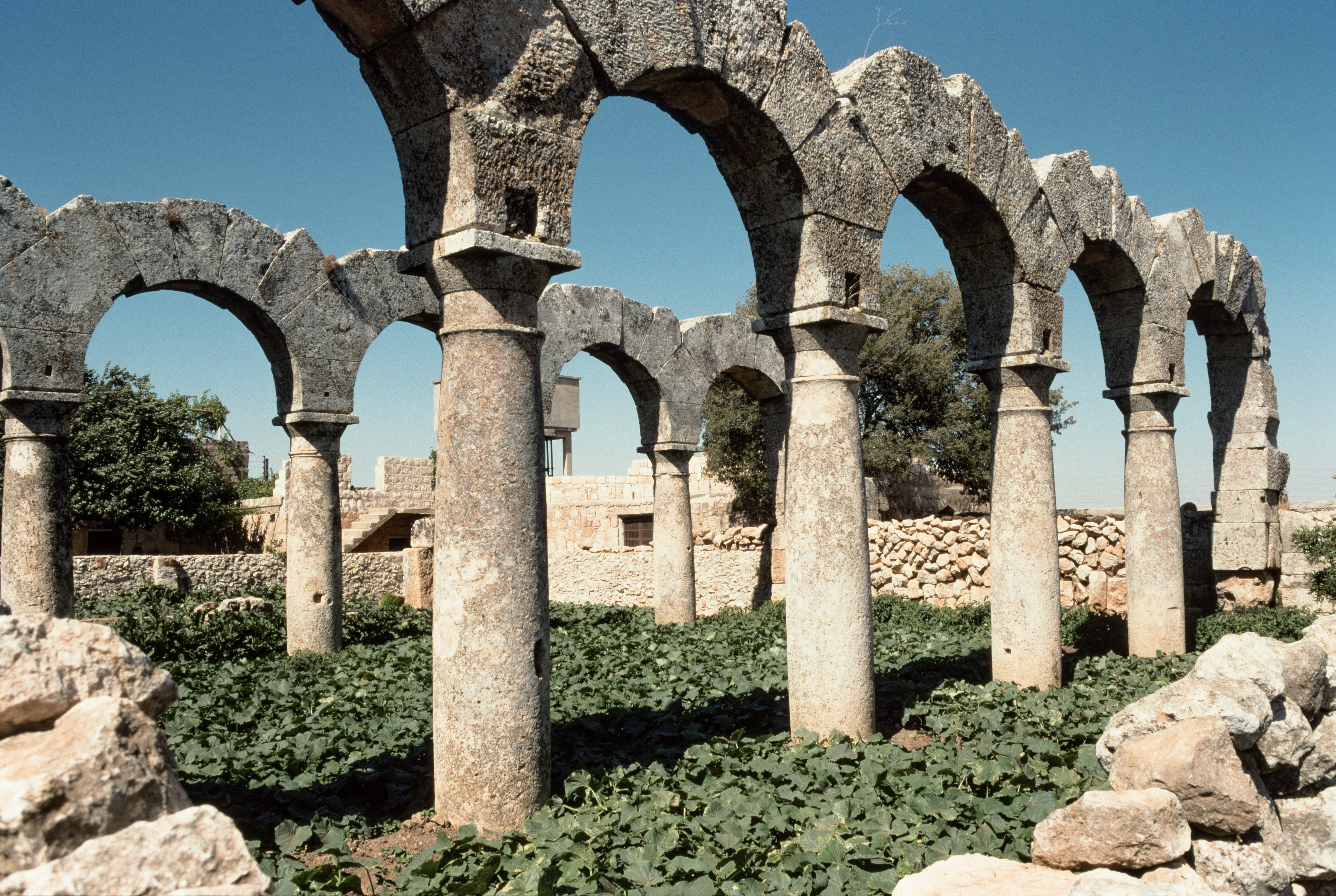
Ruiny raně byzantského kláštera v Burdž Haidar
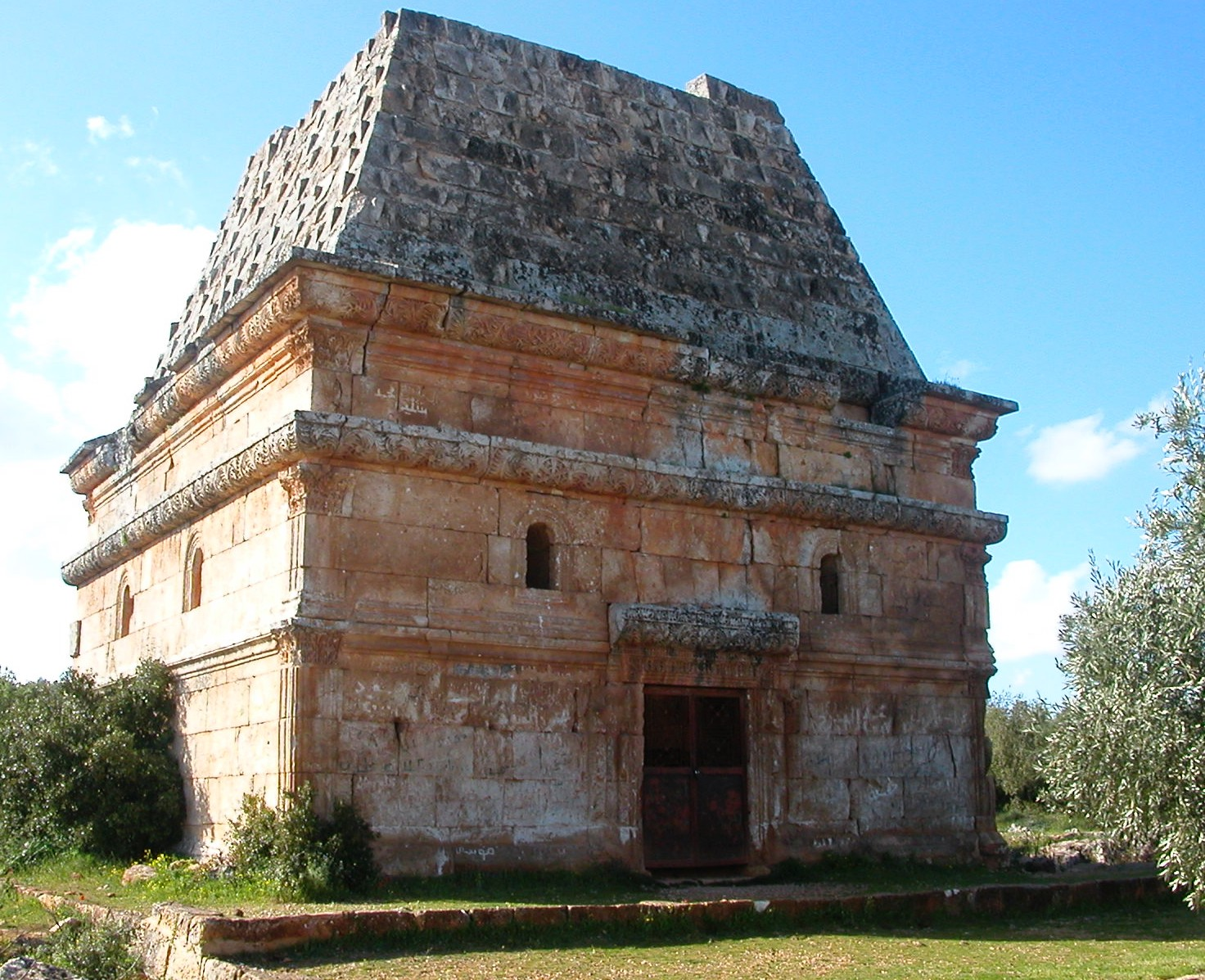
Hrobka ve městě Bara, největším ze zaniklých sídel na severu Sýrie
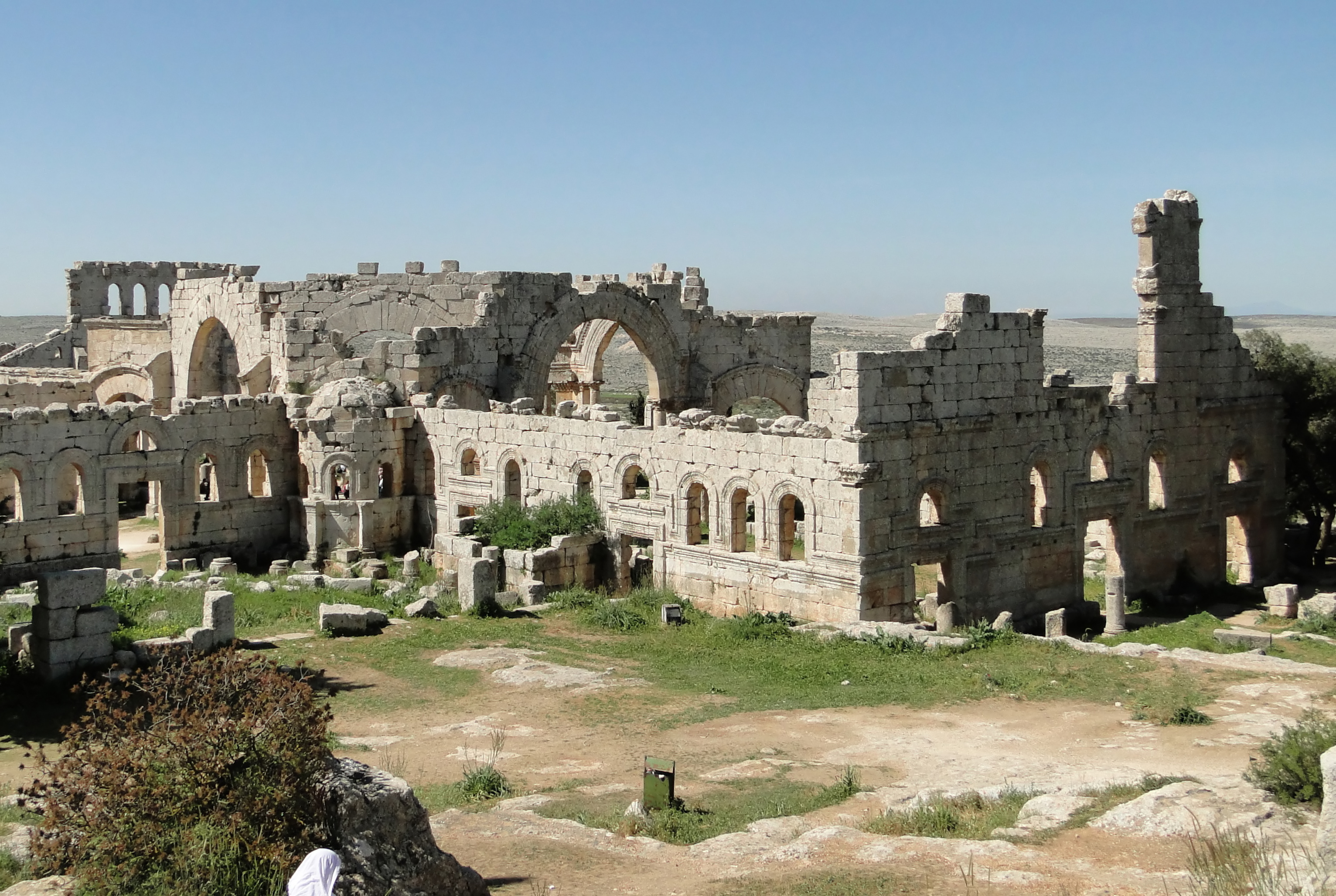
Celkový pohled na baziliku svatého Simeona Stylity (Qalʿat Simʿan)
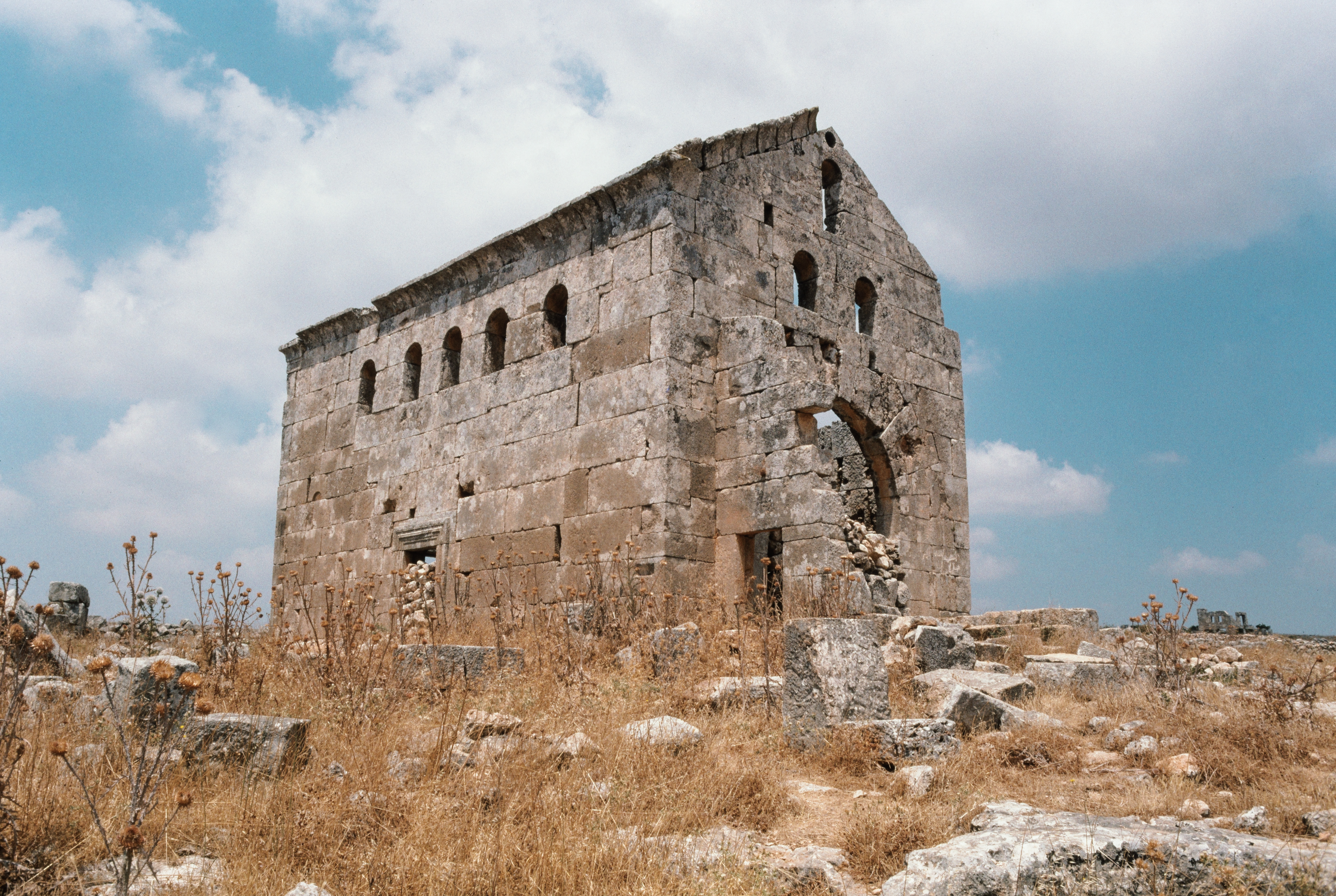
Raně křesťanský kostel ze 4. století v Sitt er-Rum
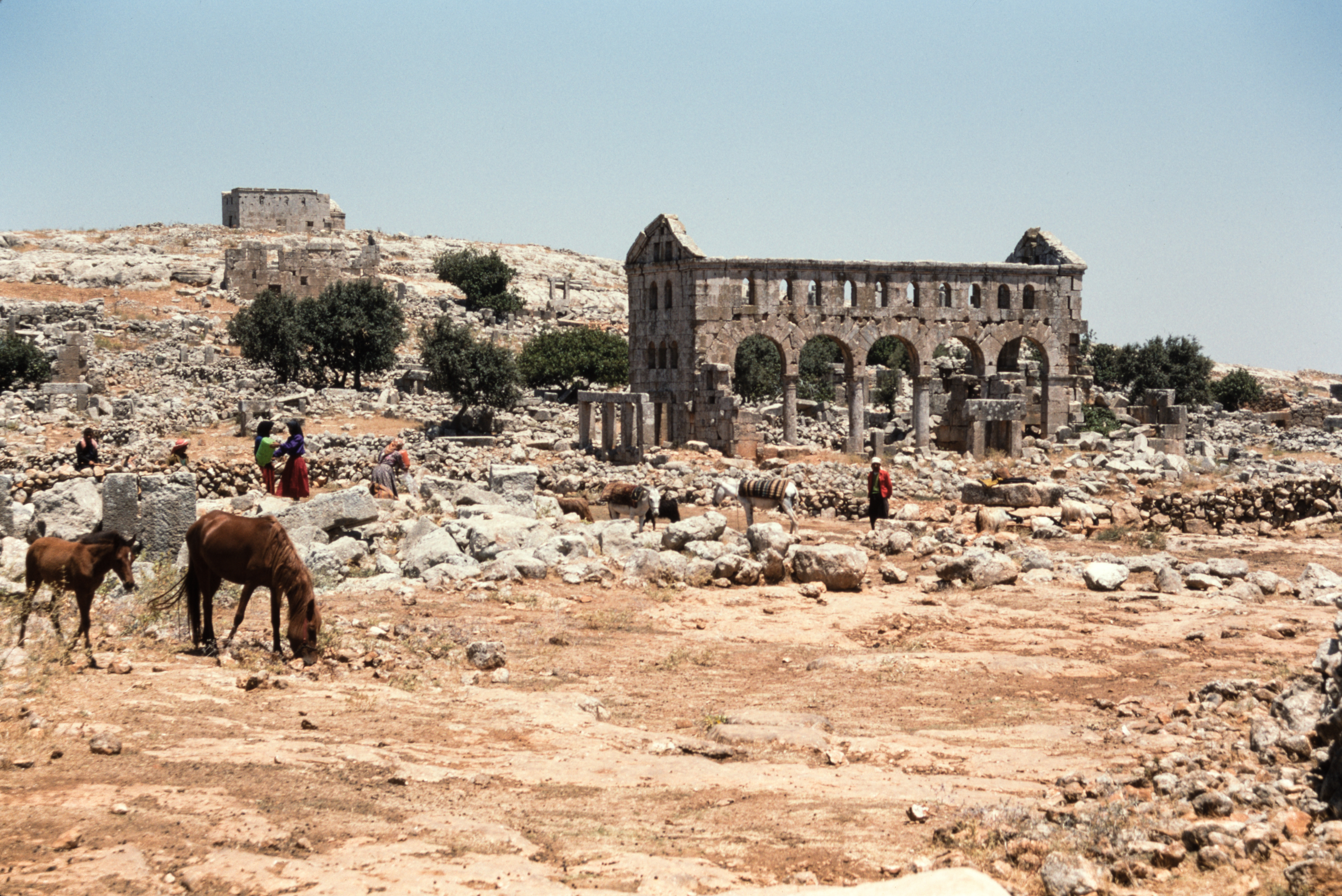
Krajina s kostelem v obci Charab Šams
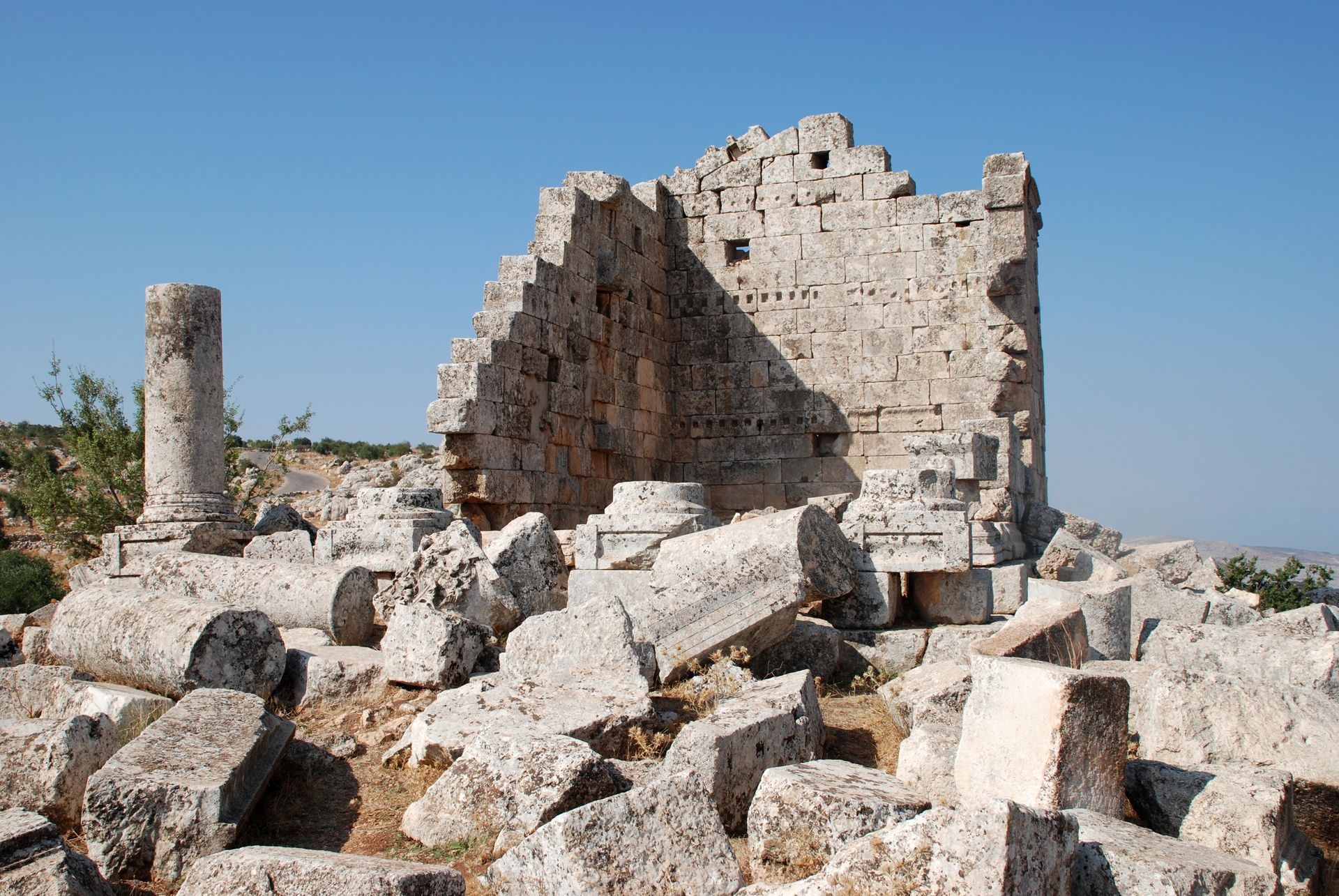
Ves Baqirha, chrám Dia Boma (Zeus Bomos je místní jméno boha Baala)